# Joseph Renner (junior)
Joseph Renner   (Ratisbona, 17 de gener de 1868 - Ratisbona, 17 de juliol de 1934) fou un organista i compositor alemany, era fill del pedagog musical del seu mateix nom Joseph Renner (1832-1895).
Va ser deixeble del mestre Rheinberger i des de 1893 fou organista de la catedral de la seva ciutat natal, encarregant-se tres anys més tard d'ensenyar l'orgue en l'escola de Música religiosa de la mateixa ciutat. Era adversari del moviment iniciat per la Cäcilienverein per a desterrar la música instrumental de l'església.
Va compondre moltes obres de música sagrada, com 14 Rèquiem, 10 misses, ofertoris, motets, etc., 2 sonates, 12 tríos, 30 preludis i 3 suites per a orgue, així com lieder per i cors per a veus d'homes, serenates per a piano i violí i la comèdia lírica Joseph Haydn.
També va publicar l'estudi Moderne Kirchenmusik und Choral i un Assaig sobre les misses de Rheinberger.